# (185639) Rainerkling
(185639) Rainerkling es un asteroide perteneciente al cinturón de asteroides, descubierto el 2 de marzo de 2008 por el equipo del Observatorio Astronómico de Mallorca desde el Observatorio Astronómico de La Sagra, Puebla de Don Fadrique (Granada), España.

## Designación y nombre
Designado provisionalmente como 2008 EH8 fue nombrado Rainerkling en honor al astrónomo aficionado alemán Rainer Kling.

## Características orbitales
Está situado a una distancia media del Sol de 2,238 ua, pudiendo alejarse hasta 2,455 ua y acercarse hasta 2,021 ua. Su excentricidad es 0,096 y la inclinación orbital 2,104 grados: emplea 1223 días en completar una órbita alrededor del Sol.

## Características físicas
Su magnitud absoluta es 17,7.